# Florent Fels
Ferdinand Florent Fels, né le 14 août 1891 dans le 4e arrondissement de Paris et mort le 26 janvier 1977 au Cap-d'Ail, est un journaliste et écrivain d’art français, qui signait parfois sous son nom entier Felsenberg.

## Biographie
Selon Paul Léautaud (Journal au 8 janvier 1923), Florent Fels lui a dit être le petit-fils de Théodore Duret.
Florent Fels fait ses études à Lille mais c'est à Paris que s'est déroulée la plus grande partie de sa carrière.
Lors de la Première Guerre mondiale, il est mobilisé dans l'infanterie.
Ami de Blaise Cendrars, entre 1920 et 1922, il anime la revue Action, cahiers de philosophie et d'art en collaboration avec le poète Marcel Sauvage et Robert Mortier. Il participe au mouvement de l’école de Paris très proche de Pascin, de Kisling, Max Jacob et d’André Salmon. Il fonde aux éditions Stock la collection « Les Contemporains », y publiant 42 monographies.
Critique d’art aux Nouvelles littéraires, il cofonde en 1925 la revue L'Art vivant puis à sa disparition en 1939, dirige le magazine Voilà jusqu’à la chute de Paris début juin 1940.
Il réorganise Radio Toulouse et en 1945 est nommé directeur artistique de Radio Monte Carlo sous la direction de Robert Schick.
Il fut décoré de la Croix de guerre, la médaille de Verdun, la médaille de la Victoire, la Distinguished Service Cross.

## Sources et références
Sources
- Georges Charensol, D'une rive à l'autre, Paris, Mercure de France, 1973
- Alain Jaspard, Florent Fels ou l'amour de l'art, biographie,  Paris, L'Harmattan éditions, 2013

Références
1. ↑  Relevé des fichiers de l'Insee
2. ↑  Action : cahiers de philosophie et d'art (Paris. 1920) sur data.bnf.fr (consulté le 1er mars 2021).
3. ↑   Patricia Sustrac, « Brève histoire d’un recueil », in: Les Cahiers Max Jacob, Association des Amis de Max Jacob (AMJ), 2017, pp. 135-156 — sur HAL.